# Cavitație

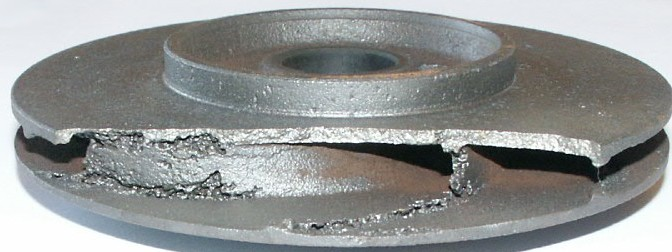
Detaliu al unei pompe hidraulice, afectate de cavitaţie

Cavitația este un fenomen în care se formează bule de vapori în interiorul unui lichid în mișcare sau sub acțiunea câmpului ultrasonic. Odată cu creșterea vitezei curentului de lichid, presiunea statică în interiorul tubului de curent se micșorează și, la un moment dat (când este atinsă viteza critică), poate să scadă până aproape de zero, ceea ce provoacă apariția unor goluri în masa lichidului. Acest lucru e datorat dilatării bulelor de vapori. Fiind antrenate în zonele cu presiune mai mare, aceste bule se comprimă brusc și produc șocuri hidraulice, însoțite de un sunet specific și de luminescență.
Cavitațiile provoacă erodarea și uzarea rapidă a paletelor turbinelor și a pompelor hidraulice, a elicelor navelor maritime etc. Aceste stricăciuni pot fi evitate utilizând diferite metode de protecție împotriva efectelor sale distructive, de la cele tehnologice (folosirea materialelor rezistente) până la cele fizice (insuflarea aerului, folosirea curentului electric, a câmpului magnetic ș.a.).
Fenomenul de cavitație poate fi evitat printr-o proiectare și exploatare rațională a materialelor și organelor de mașini.
Alierea oțelurilor ridică rezistența acestora la distrugerea prin cavitație.
Oțelurile înalt aliate cu 12... 14% crom, cu sau fără adaos de nichel și o structură martensitică și oțelurile inoxidabile austenitico-feritice având 20% crom și 8% nichel rezistă bine la cavitație, acestea fiind materialele din care se confecționează paletele turbinelor hidraulice.